# 1867 год
1867 (ты́сяча восемьсо́т шестьдеся́т седьмо́й) год  по григорианскому календарю — невисокосный год, начинающийся во вторник. Это 1867 год нашей эры, 7‑й год 7‑го десятилетия XIX века 2‑го тысячелетия, 8‑й год 1860‑х годов. Он закончился 158 лет назад.
| Пн | Вт | Ср | Чт | Пт | Сб | Вс |
|    | 1  | 2  | 3  | 4  | 5  | 6  |
| 7  | 8  | 9  | 10 | 11 | 12 | 13 |
| 14 | 15 | 16 | 17 | 18 | 19 | 20 |
| 21 | 22 | 23 | 24 | 25 | 26 | 27 |
| 28 | 29 | 30 | 31 |    |    |    |

| Пн | Вт | Ср | Чт | Пт | Сб | Вс |
|    |    |    |    | 1  | 2  | 3  |
| 4  | 5  | 6  | 7  | 8  | 9  | 10 |
| 11 | 12 | 13 | 14 | 15 | 16 | 17 |
| 18 | 19 | 20 | 21 | 22 | 23 | 24 |
| 25 | 26 | 27 | 28 |    |    |    |

| Пн | Вт | Ср | Чт | Пт | Сб | Вс |
|    |    |    |    | 1  | 2  | 3  |
| 4  | 5  | 6  | 7  | 8  | 9  | 10 |
| 11 | 12 | 13 | 14 | 15 | 16 | 17 |
| 18 | 19 | 20 | 21 | 22 | 23 | 24 |
| 25 | 26 | 27 | 28 | 29 | 30 | 31 |

| Пн | Вт | Ср | Чт | Пт | Сб | Вс |
| 1  | 2  | 3  | 4  | 5  | 6  | 7  |
| 8  | 9  | 10 | 11 | 12 | 13 | 14 |
| 15 | 16 | 17 | 18 | 19 | 20 | 21 |
| 22 | 23 | 24 | 25 | 26 | 27 | 28 |
| 29 | 30 |    |    |    |    |    |

| Пн | Вт | Ср | Чт | Пт | Сб | Вс |
|    |    | 1  | 2  | 3  | 4  | 5  |
| 6  | 7  | 8  | 9  | 10 | 11 | 12 |
| 13 | 14 | 15 | 16 | 17 | 18 | 19 |
| 20 | 21 | 22 | 23 | 24 | 25 | 26 |
| 27 | 28 | 29 | 30 | 31 |    |    |

| Пн | Вт | Ср | Чт | Пт | Сб | Вс |
|    |    |    |    |    | 1  | 2  |
| 3  | 4  | 5  | 6  | 7  | 8  | 9  |
| 10 | 11 | 12 | 13 | 14 | 15 | 16 |
| 17 | 18 | 19 | 20 | 21 | 22 | 23 |
| 24 | 25 | 26 | 27 | 28 | 29 | 30 |

| Пн | Вт | Ср | Чт | Пт | Сб | Вс |
| 1  | 2  | 3  | 4  | 5  | 6  | 7  |
| 8  | 9  | 10 | 11 | 12 | 13 | 14 |
| 15 | 16 | 17 | 18 | 19 | 20 | 21 |
| 22 | 23 | 24 | 25 | 26 | 27 | 28 |
| 29 | 30 | 31 |    |    |    |    |

| Пн | Вт | Ср | Чт | Пт | Сб | Вс |
|    |    |    | 1  | 2  | 3  | 4  |
| 5  | 6  | 7  | 8  | 9  | 10 | 11 |
| 12 | 13 | 14 | 15 | 16 | 17 | 18 |
| 19 | 20 | 21 | 22 | 23 | 24 | 25 |
| 26 | 27 | 28 | 29 | 30 | 31 |    |

| Пн | Вт | Ср | Чт | Пт | Сб | Вс |
|    |    |    |    |    |    | 1  |
| 2  | 3  | 4  | 5  | 6  | 7  | 8  |
| 9  | 10 | 11 | 12 | 13 | 14 | 15 |
| 16 | 17 | 18 | 19 | 20 | 21 | 22 |
| 23 | 24 | 25 | 26 | 27 | 28 | 29 |
| 30 |    |    |    |    |    |    |

| Пн | Вт | Ср | Чт | Пт | Сб | Вс |
|    | 1  | 2  | 3  | 4  | 5  | 6  |
| 7  | 8  | 9  | 10 | 11 | 12 | 13 |
| 14 | 15 | 16 | 17 | 18 | 19 | 20 |
| 21 | 22 | 23 | 24 | 25 | 26 | 27 |
| 28 | 29 | 30 | 31 |    |    |    |

| Пн | Вт | Ср | Чт | Пт | Сб | Вс |
|    |    |    |    | 1  | 2  | 3  |
| 4  | 5  | 6  | 7  | 8  | 9  | 10 |
| 11 | 12 | 13 | 14 | 15 | 16 | 17 |
| 18 | 19 | 20 | 21 | 22 | 23 | 24 |
| 25 | 26 | 27 | 28 | 29 | 30 |    |

| Пн | Вт | Ср | Чт | Пт | Сб | Вс |
|    |    |    |    |    |    | 1  |
| 2  | 3  | 4  | 5  | 6  | 7  | 8  |
| 9  | 10 | 11 | 12 | 13 | 14 | 15 |
| 16 | 17 | 18 | 19 | 20 | 21 | 22 |
| 23 | 24 | 25 | 26 | 27 | 28 | 29 |
| 30 | 31 |    |    |    |    |    |

## События
- 3 февраля — принц Муцухито унаследовал хризантемовый трон. Начало эры Мэйдзи.
- 8 февраля — заключено австро-венгерское соглашение, преобразовавшее Австрийскую империю в дуалистическую монархию Австро-Венгрия[1].
- 13 марта — президент Республики Гаити генерал Фабр Жеффрар и его семья бежали из страны на Ямайку. Власть временно перешла Совету государственных секретарей[2].
- 30 марта — посол Российской империи в США Эдуард Стекль подписал в Вашингтоне договор о продаже русской Аляски Соединённым Штатам за 7,2 миллиона долларов[3].
- 8 апреля — в Париже открылась Всемирная выставка (проходила по 31 октября)[4].
- 4 мая — Сильвен Сальнав стал главой государства Гаити с титулом протектора республики[5].
- 11 мая — Великое Герцогство Люксембург было признано независимым государством.
- 15 мая — император России Александр II утвердил устав Общества попечения о раненых и больных воинах (в 1879 году переименовано в Российское общество Красного Креста). Почётными членами Общества стали Император, все Великие Князья и Княгини, высокопоставленные лица, представители высшего духовенства. Общество находилось под покровительством Императрицы.
- 26 июля — Россия создаёт Генерал-губернаторство Туркестан.
- 2—8 сентября — второй конгресс Международного товарищества рабочих в Лозанне.
- Октябрь — начало Катарско-бахрейнской войны
- 4 октября — организовано братство святителя Гурия в г. Казани в честь Казанского архиепископа святого Гурия (Руготина).
- 9 ноября — Япония: 15-й сёгун из рода Токугава, Токугава Ёсинобу, «передал свои полномочия в распоряжение Императора» и через 10 дней после этого подал в отставку. Начало фактического правления императора Мэйдзи.
- 21 декабря — принята конституция Австро-Венгрии, провозгласившая свободу слова, свободу печати, свободу собраний и вводившая двухпалатную парламентскую систему с куриальными выборами[1].
- Джеймс Кёртис Хэпбёрн публикует свой японско-английский словарь, в котором впервые используется система Хэпбёрна.
- Канада стала первым британским доминионом (название «Канада» официально принято английской короной в Акте о Британской Северной Америке).
- Белград вошёл в состав Сербии.
- Османский султан Абдул-Азиз совершил поездку по ряду столиц европейских государств.
- В Париже прошла первая Международная конференция Красного Креста[6] (само движение Международный Красный Крест основано тремя годами раньше).

## Родились
См. также: Категория:Родившиеся в 1867 году
- 16 января — Викентий Викентьевич Вересаев (настоящая фамилия — Смидович), русский советский писатель (ум. 1945).
- 18 января — Рубен Дарио (настоящее имя — Félix Rubén García Sarmiento), латиноамериканский поэт (ум. 1916).
- 15 февраля — Николай Александрович Энгельгардт, русский писатель, поэт, публицист, литературный критик (ум. 1942).
- 1 апреля — Юзеф Балзукевич, польский художник (ум. 1915).
- 17 марта — Алексей Едрихин, военный писатель, автор работ в области геополитики (ум. 1933).
- 7 мая — Владислав Реймонт (настоящая фамилия Реймент), польский писатель, лауреат Нобелевской премии по литературе (1924) (ум. 1925).
- 27 мая — Калеб Брэдхем, американский фармацевт, изобретатель Пепси (ум. 1934).
- 4 июня — Карл Густав Эмиль Маннергейм, финский военный и государственный деятель (ум. 1951).
- 8 июня — Райт, Фрэнк Ллойд, американский архитектор-новатор (ум. 1959).
- 11 июня — Шарль Фабри, французский физик, открыл озоновый слой атмосферы (ум. 1945).
- 15 июня — Константин Дмитриевич Бальмонт, русский писатель, поэт-символист (ум. 1942).
- 28 июня — Луиджи Пиранделло, итальянский писатель и драматург, лауреат Нобелевской премии по литературе 1934 года (ум. 1936).
- 8 июля — Кольвиц, Кете, немецкая художница, график и скульптор (ум. 1945).
- 7 августа — Эмиль Нольде (настоящее имя Ганс Эмиль Гансен), немецкий художник (ум. 1956).
- 29 сентября — Вальтер Ратенау, германский промышленник, министр иностранных дел (ум. 1922).
- 3 октября — Пьер Боннар, французский живописец и график (ум. 1947).
- 7 ноября — Мария Кюри-Склодовская, французский физик и химик, лауреат нобелевской премии по физике (1903) и нобелевской премии по химии (1911) (ум. 1934).
- 10 ноября — Джон Генри Паттерсон, англо-ирландский военный, охотник, писатель; ум. 1947).
- 27 ноября — Иван Владиславович Жолтовский, русский и советский архитектор, художник, педагог (ум. 1959).
- 1 декабря — Игнацы Мосьцицкий, польский химик, президент Польши (1926—1939; ум. 1946).
- 5 декабря
  - Антти Аматус Аарне, финский фольклорист (ум. 1925).
  - Юзеф Пилсудский, польский государственный и политический деятель, первый глава возрождённого польского государства, основатель польской армии (ум. 1935).
- 7 декабря — Ян Михал Розвадовский, польский лингвист (ум. 1935).

## Скончались
См. также: Категория:Умершие в 1867 году
- 1 января — Жан Виктор Адам, французский литограф и живописец (род. 1801).
- 14 января — Жан Огюст Доминик Энгр, французский художник (род. 1780).
- 21 апреля — Ксенофонт Алексеевич Полевой, русский литературный критик, журналист, книгоиздатель (род. 1801).
- 12 мая — Дмитрий Иванович Коптев, русский поэт и переводчик (род. 1820).
- 26 июля — Оттон I, первый король Греции (1832—1862) (род. 1815).
- 6 августа — Фостен-Эли Сулук — президент Гаити (1847 — 1849), император Гаити Фостен I (1849 — 1859) (род. 1782).
- 25 августа — Майкл Фарадей, английский физик и химик (род. в 1791).
- 31 августа — Шарль Бодлер, французский поэт, литературный критик и переводчик (род. 1821).
- 11 сентября — Симон Зехтер, австрийский композитор, органист и дирижёр, теоретик музыки (род. 1788).
- 20 ноября — Пётр Карлович Клодт, русский скульптор (род. 1805).
- 25 ноября — Карл Фердинанд Зон, немецкий художник (род. 1805).
- 24 декабря — Николай Иванович Греч, русский издатель, редактор, журналист, публицист, беллетрист, филолог, переводчик (род. 1787).